# 有馬芳彦
有馬 芳彦（ありま よしひこ、1985年7月21日 - ）は、役者、HAHAHA Inc. CEO、HAHAHA GARDEN オーナー、2021年 JGC 達成、元エロメン、元AV男優。2013年デビュー。

## 人物
- エロメンの中でも驚異的な人気を誇る[1]。
- 「ラブプレイス」主催のイケメン選抜総選挙（第2回）グランプリを受賞[1]。
- 前職は映像制作会社のAD[1]。
- 23歳のとき、脱サラして、芝居を始めた[1]。
- 一重になりやすい目と歪んだ鼻がコンプレックス[1]。
- 好きなAV女優は、長瀬愛、桃井望[2]。
- 好きなAVレーベルは、Hunter[2]（男にとって夢のある、作り込みが激しいシチュエーションもののメーカー）。
- ナンパが大嫌い。知らない人が嫌いだからである[2]。
- 男性向けのAVには出たくない。やりたいのはセックスではなく、演技だからである[2]。
- 2019年8月23日をもってエロメンを卒業

## 出演作品

### DVD（女性向けAV作品）
2013年
- ラブレス（SILK LABO、2013年12月5日）
- SILK The Best Collection 3（SILK LABO、2013年12月5日）

2014年
- More Beautiful！（SILK LABO、2014年1月9日）
- Face to Face 4th season（SILK LABO、2014年5月10日）
- COCOON anthology 3（SILK LABO、2014年9月6日）
- Nostalgia Triangular（SILK LABO、2014年9月6日）
- ワーキング＋（SILK LABO、2014年12月6日）

2015年
- Hide & Seek 2（SILK LABO、2015年1月8日）
- The Best Collection 4（SILK LABO、2015年3月5日）
- Face to Face 5th season（SILK LABO、2015年3月5日）
- COCOON anthology 4（SILK LABO、2015年4月9日）
- 恋するサプリ 2錠目 ―新しいカレ―（SILK LABO、2015年6月6日）
- Addictive Triangular（SILK LABO、2015年7月9日）
- スイート・トラブル・ハウス（SILK LABO、2015年8月6日）
- COCOON anthology 5（SILK LABO、2015年8月6日）
- 兄カノ。～禁断の恋（kawaii、2015年9月1日）- さくらゆら、有馬芳彦、小田切ジュン
- One's Daily Life season 2 anniversary（SILK LABO、2015年9月10日）
- Hide & Seek 3（SILK LABO、2015年12月10日）
- Undress Selection case I（SILK LABO、2015年12月10日）

2016年
- Deep Desire 2 - please（SILK LABO、2016年3月5日）
- Girl's pleasure II EROMEN×大槻ひびき（SILK LABO、2016年4月7日）
- あやまんJAPAN の「どこでも、誰でも、大丈夫。」（GIRL'S CH、2016年5月26日）
- イケメンだらけのCH的バラエティ全部見せます！GIRL'S CHエッチバラエティ作品集 Vol.1（GIRL'S CH、2016年5月26日）
- 恋愛学園（GIRL'S CH、2016年5月26日）- しみけん、月野帯人、有馬芳彦
- ワンルーム[3] ～部屋の中で移り変わる恋愛風景～（GIRL'S CH、2016年5月26日）
- Eyes on you 有馬芳彦（SILK LABO、2016年6月9日）
- アダム徳永 presents 女性のためのスローセックス 第2章（GIRL'S CH、2016年8月18日）
- パラレルキス（GIRL'S CH、2016年8月18日）
- 秘密（GIRL'S CH、2016年8月18日、中島知子監督作品）

### ネット配信

#### GIRL'S CH
2014年
- アダム徳永 presents 女性の為のスローセックス 第2章（2014年10月30日～12月11日）

2015年
- パラレルキス 新堂ユキト（2015年7月18日）
- パラレルキス 中川草太（2015年8月1日）
- パラレルキス 佐野修（2015年8月15日、主演）
- 処女活 いつか卒業する前に！（2015年12月11日）

2016年
- イケメン大集合!! ラブホ新年会!!!（2016年1月15日）
- イケメンと猫（2016年2月26日）
- 女性向け風俗はじめました 指名 有馬芳彦（2016年5月27日）
- 秘密 （中島知子監督作品、2016年5月27日～随時公開）

### 舞台
2013年
- 『河の流れは』築地ブディストホール（LOVE＆ROCK主催）

2014年
- 『遥かなる空』築地ブディストホール（LOVE＆ROCK主催）
- 『蒼天の光』キンケローシアター（LOVE＆ROCK主催）

2015年
- 『LIFE』築地ブディストホール（LOVE＆ROCK主催）
- 『ロミオとジュリエットですが。』新宿シアターモリエール（劇団Rexy主催）

2016年
- 『7人のギャングスター』新宿シアターモリエール（劇団Rexy主催）
- 『果てしない海』六行会ホール（LOVE＆ROCK主催）
- 『雨音』映像出演　築地ブディストホール（LOVE＆ROCK主催）
- 『燃えるなよ剣』DDD青山クロスシアター（劇団Rexy主催）

2017年
- 『晴れときどき、わかば荘』DDD青山クロスシアター（劇団Rexy主催）
- 『風呂ダンサーズ』コフレリオ新宿シアター（劇団Rexy主催）

2018年
- 『晴れときどき、わかば荘』DDD青山クロスシアター（劇団Rexy主催）
- 『風呂ダンサーズII 　今度は人助け！』テアトルBONBON（劇団Rexy主催）
- 『朗読劇「禁断の果実」』（劇団Rexy主催）
- 『黒服ドレッサー』TACCS1179（劇団Rexy主催）

### 映画
- 『tokyo romantica』（2015年）
- 『December -12/23-』（2015年、短編映画）
- 『オトナの恋愛事情』（2016年、森川圭監督作品、ハピネット・ピクチャーズ）

## 出演番組
テレビ
- 大久保じゃあナイト（TBS、2014年2月22日）
- オンナを刺激する流行発信源 大久保セブン（関西テレビ、2014年2月23日）
- 禁断ガール（NOTTV、2014年4月26日、9月6日、2015年4月18日、9月5日、10月17日）
- 今週のスポットライト[4][5]（関西テレビ、2014年8月20日）
- 白熱ライブ ビビット（TBS、2015年6月11日）
- トキメキ☆キュンメン温泉（フジテレビTWO、2016年2月14日）
- オンナのウワサ研究所（BeeTV、2016年3月10日）

## 写真集
- Photobook「STRUCTURE'S HIGH」(HAHAHA inc.2024)
- 「CAPTURED LIBERTY OFFFF- BOOK」(HAHAHA inc.2024)
- 10YEARS-Anniversary Trip to OKINAWA-(HAHAHA inc.2024)
- Photobook「SNOWIT」(HAHAHA inc.2024)
- SHARE HOUSE＋YOU （双葉社、2014年7月19日発売）
- イケメソ男子[6] （リブレ出版、2015年2月13日発売）

## イベント
- HAHAHA TOUR 2024http://www.hahahainc.jp/arima/tour/index.html
- EROMEN SHOWCASE Vol.2[7] （2013年10月12日、新宿ロフトプラスワン）
- SILK EROMEN×ジョジョカン 2014 ～恋に効くSEXセラピー～[8] （2014年2月22日、新宿ロフトプラスワン）
- PINK TOKYO[9] （2014年3月、ディファ有明）